# Servais Cabolet
Servais Cabolet (24 de Abril de 1908 - ) foi um comandante de U-Boot que serviu na Kriegsmarine durante a Segunda Guerra Mundial.